# Колелія (Вилча)
Колелія (рум. Colelia) — село у повіті Вилча в Румунії. Входить до складу комуни Дікулешть.
Село розташоване на відстані 168 км на захід від Бухареста, 60 км на південний захід від Римніку-Вилчі, 36 км на північний схід від Крайови.

## Населення
За даними перепису населення 2002 року у селі проживали 189 осіб, усі — румуни. Усі жителі села рідною мовою назвали румунську.